# Johannes Siebner

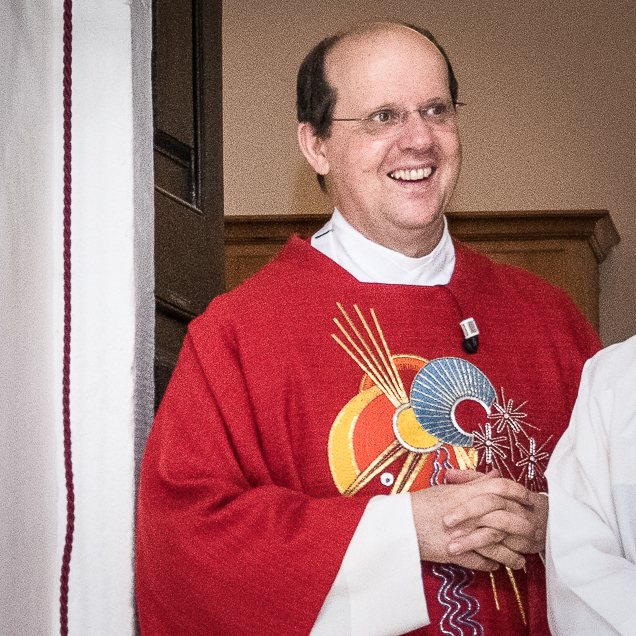
Johannes Siebner SJ, 2019

Johannes Siebner SJ (* 24. August 1961 in Berlin; † 16. Juli 2020 ebenda) war Mitglied des Jesuitenordens. Er war von 2002 bis 2011 Direktor des Kollegs St. Blasien im Schwarzwald. Von 2011 bis 2017 leitete er das Aloisiuskolleg in Bonn. Der Generalobere der Jesuiten, Arturo Sosa, gab am 7. November 2016 bekannt, dass er Pater Siebner zum Provinzial der Deutschen Provinz der Jesuiten ernannt habe. Johannes Siebner trat dieses Amt am 1. Juni 2017 an.

## Leben
Johannes Siebner wurde 1961 als viertes von fünf Kindern des Ehepaares Margit und Klemens Siebner geboren.
Aufgewachsen ist er in einer vielköpfigen Familie in Lichtenrade, einem Ortsteil des damaligen Bezirks Tempelhof im Süden Berlins. Ab 1972 besuchte er das Berliner Canisius-Kolleg und engagierte sich in seiner Freizeit bei der Katholischen Studierenden Jugend (KSJ).
Nach dem Abitur 1980 schrieb er sich für Politikwissenschaft am Otto-Suhr-Institut der Freien Universität Berlin ein und studierte im Nebenfach Theologie. Sein eigentliches Interesse aber gehörte nach wie vor der Jugendverbandsarbeit und allerlei politischem Engagement darüber hinaus. 1982 arbeitete er in Israel in einem Kibbuz in West-Galiläa. Ein weiteres Jahr dauerte es noch bis zu der Entscheidung, die ihn im September 1983 zu den Jesuiten ins Noviziat nach Münster führte. An das zweijährige Noviziat schlossen sich fünf Semester Philosophie an der Hochschule der Jesuiten in München an. Danach arbeitete Siebner mit dem Jesuit Refugee Service ein Jahr lang in Malaysia in einem Flüchtlingslager für vietnamesische Boatpeople.
Im Wintersemester 1988 begann er sein Theologiestudium in der Philosophisch-Theologischen Hochschule Sankt Georgen in Frankfurt. Nach dem Diplom siedelte er 1991 für zwei Jahre des Aufbaustudiums nach Erfurt um. 1993, ein Jahr nach der Priesterweihe, wurde er Geistlicher Leiter der KSJ Hamburg. Rund 550 Kinder und Jugendliche sind dort in zwei großen Stadtgruppen organisiert. An der Sankt-Ansgar-Schule in Hamburg gab Siebner zudem einige Stunden Religionsunterricht. Im Herbst 2001 schloss sich für sieben Monate der für Jesuiten übliche letzte Ausbildungsabschnitt an, das sogenannte Tertiat. Er verbrachte diese Zeit in Australien.

## Kollegsdirektor
Johannes Siebner war von 2002 bis 2011 Direktor des renommierten Kollegs St. Blasien, eines international ausgerichteten Jesuiten-Gymnasiums im Südschwarzwald mit Internat für Jungen und Mädchen. Gleichzeitig war er von 2006 bis 2009 als Vorsitzender an der Spitze des Verbandes Katholischer Internate und Tagesinternate (V. K. I. T.). Er beteiligte sich von dort aus engagiert an den aktuellen Debatten zur Bildungspolitik. Von Juli 2011 bis 2017 war er Rektor des Aloisiuskollegs in Bonn-Bad Godesberg.

## Provinzial
Während der 36. Generalkongregation, bei der er als Delegierter anwesend war, wurde er am 7. November 2016 vom Generaloberen Arturo Sosa SJ zum neuen Provinzial der Deutschen Provinz der Jesuiten ernannt. Er trat dieses Amt am 1. Juni 2017 an. Als Provinzial machte er deutlich, dass der Orden zu seiner Tradition in Bildung und Erziehung stehe. Wegen einer schweren Krebserkrankung wurde er im März 2020 von Ordensgeneral Arturo Sosa von seinen Aufgaben entlastet. Die Vertretung übernahm der Vizeprovinzial Jan Roser. Siebner starb am 16. Juli 2020 im Gemeinschaftskrankenhaus Havelhöhe in Berlin-Kladow und wurde am 30. Juli nach dem Requiem in St. Canisius in Berlin beigesetzt.

## Aufarbeitung von Missbrauchsfällen
Johannes Siebner unterstützte Opfer von Missbrauchsfällen am Canisius-Kolleg, auf dem er selbst 1980 Abitur gemacht hatte. 2010 wurden Fälle von zwei Jesuitenpatres bekannt, die dort bis 1979 bzw. 1981 unterrichtet hatten. Johannes Siebner führte zahllose Gespräche mit Betroffenen und deren sekundär betroffenen Angehörigen (Familie, Jahrgänge, Mitarbeiter). Er übernahm auch Verantwortung für die Institutionen und räumte ihre Schuld ein, wobei sich inner- und außerhalb der Kirche Widerstand bildete, den er aushielt.

## Veröffentlichungen

### Bücher
- mit Klaus Mertes: Schule ist für Schüler da. Warum Eltern keine Kunden und Lehrer keine Eltern sind (Ratgeber). Herder, Freiburg 2010, ISBN 978-3-451-30357-9.

### Artikel
- Für den ganzen Menschen! – den ganzen Tag lang? Anmerkungen zur Debatte um die Ganztagsschule aus Internatsperspektive. (pdf; 61 kB) In: Engagement 3/2003. 3. August 2003 (wiedergegeben auf johannes-siebner.de).

## Interviews und Porträts
- Susanne Filz: „Das Übernützliche verteidigen“. In: Badische Zeitung. 30. Mai 2009, archiviert vom Original am 4. März 2016 (Interview und Porträt zum Kollegsjubiläum).
- Anna von Münchhausen: St. Blasien: Ein Tag des Schuldirektors. In: FAZ.net. 25. Mai 2009.
- Manager im Namen des Herrn. In: Badische Zeitung, 21. Mai 2008.
- Alexander Foitzik: „Damit Schule nicht so wichtig ist“: Ein Gespräch mit dem Direktor des Kollegs St. Blasien. In: Herder Korrespondenz. Mai 2007.
- Auf der Flucht vor G8. In: Neue Juristische Wochenschrift, 4/2008.
- Orientierte Erziehung in einer pluralen Gesellschaft. In: Pädagogische Führung, 1/2007.